# Sandrine Kiberlain
Sandrine Kiberlain, née le 25 février 1968 à Boulogne-Billancourt, est une actrice, réalisatrice et chanteuse française.
En 1996, elle obtient le César du meilleur espoir féminin pour En avoir (ou pas), suivi de celui de la meilleure actrice en 2014 pour 9 Mois ferme.

## Biographie
Ses quatre grands-parents sont juifs polonais (son grand-père paternel était musicien et sa grand-mère affirmait avoir été une grande tragédienne) installés en France en 1933. Son grand-père Kiberlajn francise son nom en Kiberlain pendant la guerre. Son père, expert-comptable et auteur de théâtre sous le pseudonyme de David Decca, a connu sa conjointe dans l'atelier de théâtre d'une école de commerce. Elle a une sœur aînée, Laurence,,.
Après le baccalauréat obtenu à l’Institut du Marais et l'école supérieure d'arts graphiques Penninghen, elle est admise en classe libre au Cours Florent de 1987 à 1989 puis au Conservatoire national supérieur d'art dramatique de 1989 à 1992.
Elle est nommée, en 1995 pour Les Patriotes, au César du meilleur espoir féminin qu'elle remporte en 1996 pour En avoir (ou pas). Elle reçoit également le Prix Romy-Schneider en 1995. L'année suivante, son interprétation dans Un héros très discret lui vaut une nomination pour le César de la meilleure actrice dans un second rôle. Elle est également nommée au César de la meilleure actrice en 1998 pour Le Septième Ciel, en 1999 pour À vendre, et en 2010 pour Mademoiselle Chambon. Elle a été membre du jury du Festival de Cannes en 2001.
Elle est aussi une comédienne de théâtre. En 1997, elle reçoit le Molière de la révélation théâtrale pour Le Roman de Lulu, une pièce écrite par son père qu'elle monte avec succès[réf. nécessaire], d'où sera tiré un film avec le même titre en 2001.
Elle sort, le 14 mars 2005, son premier album en tant que chanteuse : Manquait plus qu’ça, vendu à plus de 100 000 exemplaires[réf. nécessaire], et participe à la grande tournée des Enfoirés en 1997, 1999, 2001, 2004, 2006 et 2016.
Après une période d'absence, elle revient en 2007 avec deux films (Très bien, merci et La Vie d'artiste), et un nouvel album, sorti le 1er octobre 2007, Coupés bien net et bien carré qui comporte le single La Chanteuse. Auteur de tous les textes, elle s'est entourée pour la composition de ce deuxième opus d'Étienne Daho, de Mickaël Furnon (Mickey 3D), de Camille Bazbaz et de Pierre Souchon.
En 2014, elle obtient le César de la meilleure actrice pour la comédie 9 Mois ferme d'Albert Dupontel.
Elle est présidente du jury du Festival du cinéma américain de Deauville 2018.
En février 2020, elle préside la 45e cérémonie des César.
En janvier 2022 sort sur les écrans de cinéma son premier long-métrage en tant que réalisatrice, Une jeune fille qui va bien, dont elle signe également le scénario, et dont elle confie le rôle-titre à Rebecca Marder.

### Vie privée et engagements
En 1993, elle rencontre Vincent Lindon sur les plateaux de cinéma et l'épouse en 1998 lors d'un « mariage surprise » organisé à son insu. En 2000, ils ont une fille prénommée Suzanne, ils se séparent en 2003.
Le 5 mars 2015, elle apparaît à la une de Paris-Match, au bras d’Édouard Baer. Les deux acteurs se seraient rencontrés sur le tournage d'Imagine renommé Encore heureux.
Sandrine Kiberlain est une des marraines de l'association humanitaire La Chaîne de l'espoir.
Le 20 mars 2023, elle est à l'affiche du concert annuel Deux Générations chantent pour la troisième à l'Olympia de Paris, réalisé par la fondation « Recherche Alzheimer » au profit de la recherche sur la maladie d'Alzheimer.

## Filmographie

### Cinéma

#### Longs métrages

##### Années 1980
- 1986 : Cours privé de Pierre Granier-Deferre : une élève
- 1986 : On a volé Charlie Spencer de Francis Huster : l'employée de banque

##### Années 1990
- 1990 : Milena de Véra Belmont :
- 1990 : Cyrano de Bergerac de Jean-Paul Rappeneau : sœur Colette
- 1992 : Sexes faibles ! de Serge Meynard : la serveuse
- 1992 : L'Inconnu dans la maison de Georges Lautner : Marie
- 1992 : L'Instinct de l'ange de Richard Dembo : Pauline
- 1992 : Les gens normaux n'ont rien d'exceptionnel de Laurence Ferreira Barbosa : Florence
- 1994 : Les Patriotes d'Éric Rochant : Marie-Claude
- 1994 : L'Irrésolu de Jean-Pierre Ronssin : Gaëlle
- 1995 : Tom est tout seul de Fabien Onteniente : Laurette
- 1995 : En avoir (ou pas) de Laetitia Masson : Alice
- 1996 : Beaumarchais, l'insolent d'Édouard Molinaro : Marie-Thérèse
- 1996 : Un héros très discret de Jacques Audiard : Yvette
- 1996 : L'Appartement de Gilles Mimouni : Muriel
- 1997 : Quadrille de Valérie Lemercier : Claudine André
- 1997 : Le Septième Ciel de Benoît Jacquot : Mathilde
- 1998 : À vendre de Laetitia Masson : France Robert
- 1999 : Rien sur Robert de Pascal Bonitzer : Juliette Sauvage

##### Années 2000
- 2000 : Love Me de Laetitia Masson : Gabrielle-Rose
- 2000 : La Fausse Suivante de Benoît Jacquot : le chevalier
- 2000 : Tout va bien, on s'en va de Claude Mouriéras : Béatrice
- 2001 : Betty Fisher et autres histoires de Claude Miller : Betty Fisher
- 2002 : C'est le bouquet ! de Jeanne Labrune : Catherine
- 2003 : Filles uniques de Pierre Jolivet : Carole
- 2003 : Après vous de Pierre Salvadori : Blanche Grimaldi
- 2004 : Un petit jeu sans conséquence de Bernard Rapp : Claire
- 2007 : Très bien, merci d'Emmanuelle Cuau : Béatrice
- 2007 : La Vie d'artiste de Marc Fitoussi : Karine
- 2009 : Romaine par moins 30 d'Agnès Obadia : Romaine
- 2009 : Le Petit Nicolas de Laurent Tirard : la maîtresse
- 2009 : Mademoiselle Chambon de Stéphane Brizé : Véronique Chambon

##### Années 2010
- 2010 : Un balcon sur la mer de Nicole Garcia : Clotilde Palestro
- 2011 : Les Femmes du 6e étage de Philippe Le Guay : Suzanne Joubert
- 2011 : Beur sur la ville de Djamel Bensalah : Diane Dardenne
- 2011 : Polisse de Maïwenn : Mme de la Faublaise
- 2012 : L'Oiseau d'Yves Caumon : Anne
- 2012 : Les Infidèles de Jean Dujardin et Gilles Lellouche : Marie-Christine
- 2012 : Pauline détective de Marc Fitoussi : Pauline
- 2013 : Rue Mandar d'Idit Cebula : Emma
- 2013 : Les Gamins d'Anthony Marciano : Suzanne
- 2013 : Tip Top de Serge Bozon : Sally Marinelli
- 2013 : 9 Mois ferme d'Albert Dupontel : Ariane Felder
- 2013 : Violette de Martin Provost : Simone de Beauvoir
- 2014 : Aimer, boire et chanter d'Alain Resnais : Monica
- 2014 : Elle l'adore  de Jeanne Herry : Muriel
- 2015 : Comme un avion de Bruno Podalydès : Rachelle
- 2015 : Floride de Philippe Le Guay : Karine
- 2015 : Encore heureux de Benoît Graffin : Marie Ogiel
- 2016 : Quand on a 17 ans d'André Téchiné : Dr Marianne Delille, la mère de Damien
- 2017 : La Belle et la Belle de Sophie Fillières : Margaux
- 2018 : Amoureux de ma femme de Daniel Auteuil : Isabelle
- 2018 : Fleuve noir d'Érick Zonca : Solange
- 2018 : Pupille de Jeanne Herry : Karine
- 2019 : Mon bébé de Lisa Azuelos : Héloïse

##### Années 2020
- 2020 : Les Deux Alfred de Bruno Podalydès : Séverine
- 2021 : On est fait pour s'entendre de Pascal Elbé : Claire
- 2021 : Un autre monde de Stéphane Brizé : Anne Lemesle
- 2022 : Chronique d'une liaison passagère d'Emmanuel Mouret : Charlotte
- 2022 : Novembre de Cédric Jimenez : Héloïse
- 2022 : Le Parfum vert de Nicolas Pariser : Claire
- 2024 : Les Barbares de Julie Delpy : Anne Poudoulec
- 2024 : La Petite Vadrouille de Bruno Podalydès : Justine
- 2024 : Sarah Bernhardt, La Divine de Guillaume Nicloux : Sarah Bernhardt
- 2025 : L'Accident de piano de Quentin Dupieux : Simone Herzog

#### Courts et moyens métrages
- 1991 : Des filles et des chiens de Sophie Fillières : la deuxième fille
- 1992 : Comment font les gens de Pascale Bailly : Irène
- 1993 : Méprises multiples de Christian Charmetant : Kim
- 1995 : Les Tous [sic] petits détails[18] de Valérie Liligion :
- 1996 : Je suis venue te dire de Laetitia Masson :
- 2001 : Émilie est partie de Thierry Klifa : Léa

### Télévision

#### Téléfilms
- 1990 : Les Jupons de la Révolution : Marat de Maroun Bagdadi :
- 1992 : Emma Zunz de Benoît Jacquot : Elsa
- 2001 : Salut sex ! de Jean-Marie Périer :

#### Séries télévisées
- 1988 : Un château au soleil : Marie-Thérèse, la secrétaire de mairie (sous le nom de Sandrine Kiberl)
- 1990 :  Les Compagnons de l'aventure : Les Mégazèbres, épisode 7 Philoxamil 50 de Christophe Andréi : la pharmacienne
- 2020 : Dix pour cent, saison 4, épisode 4 Sandrine de Marc Fitoussi : elle-même

### Réalisatrice et scénariste
- 2016 : Bonne figure (court métrage)
- 2021 : Une jeune fille qui va bien

## Théâtre
- 1989 : Ivanov d'Anton Tchekhov, mise en scène Pierre Romans, Théâtre Nanterre-Amandiers
- 1989 : Comme tu me veux de Luigi Pirandello, mise en scène Maurice Attias, Théâtre de la Madeleine
- 1990 : Comme tu me veux de Luigi Pirandello, mise en scène Maurice Attias, Théâtre des Célestins
- 1993 : La Mégère apprivoisée de William Shakespeare, mise en scène Jérôme Savary, Théâtre national de Chaillot, Théâtre national de Nice
- 1995 : Le Roman de Lulu de David Decca, mise en scène Didier Long, Petit Théâtre de Paris

## Discographie
- 2000 : Love Me, BO du film homonyme de Laetitia Masson - Love Me Tender.
- 2005 : Manquait plus qu'ça
- 2007 : Coupés bien net et bien carré
- 2007 : La Chanteuse (single)
- 2015 : Puisque vous partez en voyage de Jacques Dutronc et Françoise Hardy, générique de Floride avec Jean Rochefort

## Distinctions

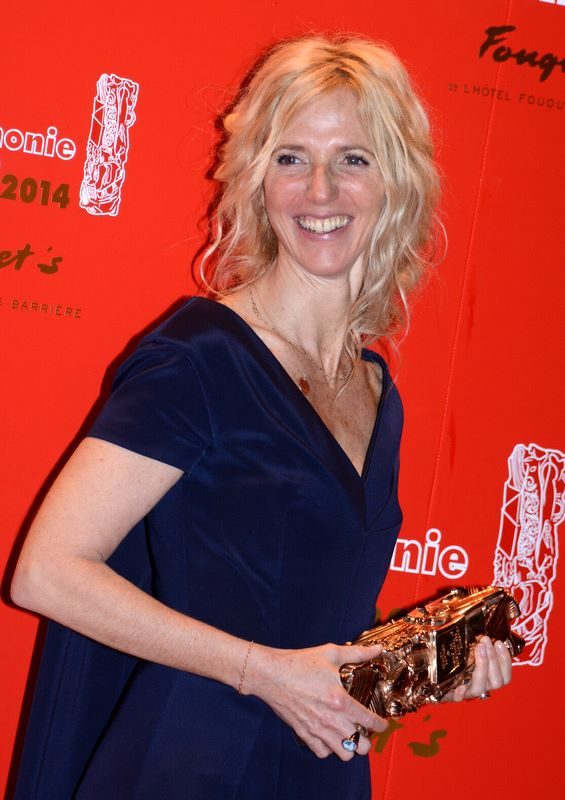
Sandrine Kiberlain, sacrée meilleure actrice pour 9 Mois ferme, lors des César 2014.

### Décoration
- Chevalière de l'ordre national du Mérite
- Officier de l'ordre des Arts et des Lettres (2025)[19]

### Récompenses
- Prix Romy-Schneider 1995
- Festival de Bruxelles 1995 : Étoile d'argent pour En avoir (ou pas)
- César 1996 : César du meilleur espoir féminin pour En avoir (ou pas)
- Molières 1997 : Molière de la révélation théâtrale pour Le Roman de Lulu
- Étoiles d'or 1999 : premier rôle féminin pour À vendre
- Festival de Montréal 2001 : Prix d'interprétation pour Betty Fisher et autres histoires
- Festival de Chicago 2001 :  Prix d'interprétation pour Betty Fisher et autres histoires
- Étoiles d'or 2001 : premier rôle féminin pour Tout va bien, on s'en va
- César 2014 : César de la meilleure actrice pour 9 Mois ferme
- Festival du film francophone d'Angoulême 2014 : Valois de la meilleure actrice pour Elle l'adore
- Festival international du film de comédie de l'Alpe d'Huez 2019 : prix d'interprétation féminine pour Mon bébé[20]

### Nominations

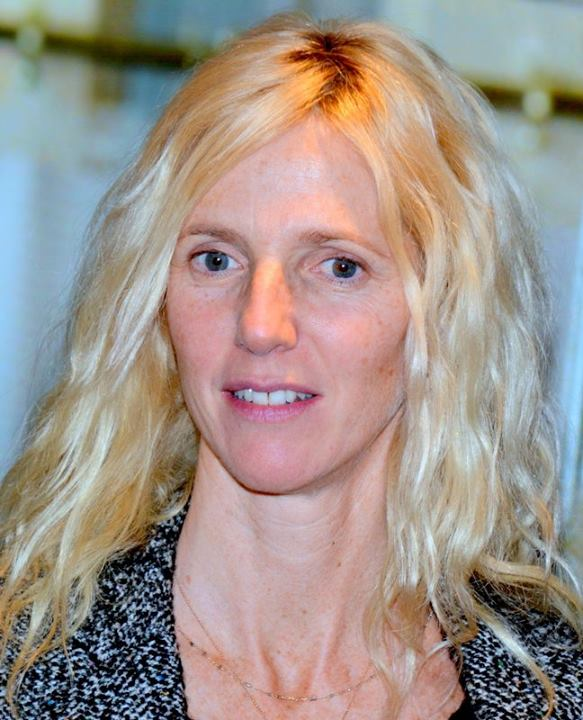
Sandrine Kiberlain en 2013 à une avant-première de Violette.

- César 1995 : César du meilleur espoir féminin dans Les Patriotes
- Molières 1997 : Molière de la comédienne pour Le Roman de Lulu
- César 1997 : César de la meilleure actrice dans un second rôle pour Un héros très discret
- César 1998 : César de la meilleure actrice pour Le Septième Ciel
- César 1999 : César de la meilleure actrice pour À vendre
- César 2010 : César de la meilleure actrice pour Mademoiselle Chambon
- Lumières 2010 : Lumière de la meilleure actrice pour Mademoiselle Chambon
- Globes de cristal 2014 : Globe de la meilleure actrice pour 9 Mois ferme
- Lumières 2014 : Lumière de la meilleure actrice pour 9 Mois ferme
- César du cinéma 2015 : César de la meilleure actrice pour Elle l'adore
- Globes de Cristal 2015 : meilleure actrice pour Elle l'adore
- Lumières 2015 : Lumière de la meilleure actrice pour Elle l'adore
- César 2019 : César de la meilleure actrice pour Pupille

### Participations évènementielles
- 1998 : jurée au Festival du cinéma américain de Deauville
- 2001 : jurée au Festival de Cannes
- 2009 : jurée au Festival du cinéma américain de Deauville
- 2016 : elle apparaît dans le nouveau clip des Enfoirés, Liberté
- 2017 : présidente de la Caméra d'or au Festival de Cannes
- 2018 : présidente du Festival du cinéma américain de Deauville
- 2020 : présidente de la 45e cérémonie des César